# Petar Šegedin
Petar Šegedin, né le 14 septembre 1926 à Orebić, Yougoslavie et décédé le 14 octobre 1994 à Dubrovnik, est un athlète yougoslave, devenu croate à l'indépendance, spécialiste du 3 000 mètres steeple. Licencié au Partizan Belgrade, dans la section athlétisme, il mesurait 1,66 m pour 54 kg.

## Biographie

### Palmarès
| Date | Compétition           | Lieu       | Résultat | Performance  |
| ---- | --------------------- | ---------- | -------- | ------------ |
| 1948 | Jeux olympiques d'été | Londres    | 6e       | 9 min 20 s 4 |
| 1950 | Championnats d'Europe | Bruxelles  | 2e       | 9 min 07 s 4 |
| 1951 | Jeux méditerranéens   | Alexandrie | 2e       | 9 min 39 s 2 |

### Records
| Épreuve              | Performance  | Lieu | Date |
| -------------------- | ------------ | ---- | ---- |
| 3 000 mètres steeple | 8 min 47 s 8 |      | 1953 |